# Natronsee (Tansania)
Der Natronsee (auch Magad nach dem Massai-Wort für Salz) ist ein See  in Tansania und zu einem kleinen Teil in Kenia.

## Geographie

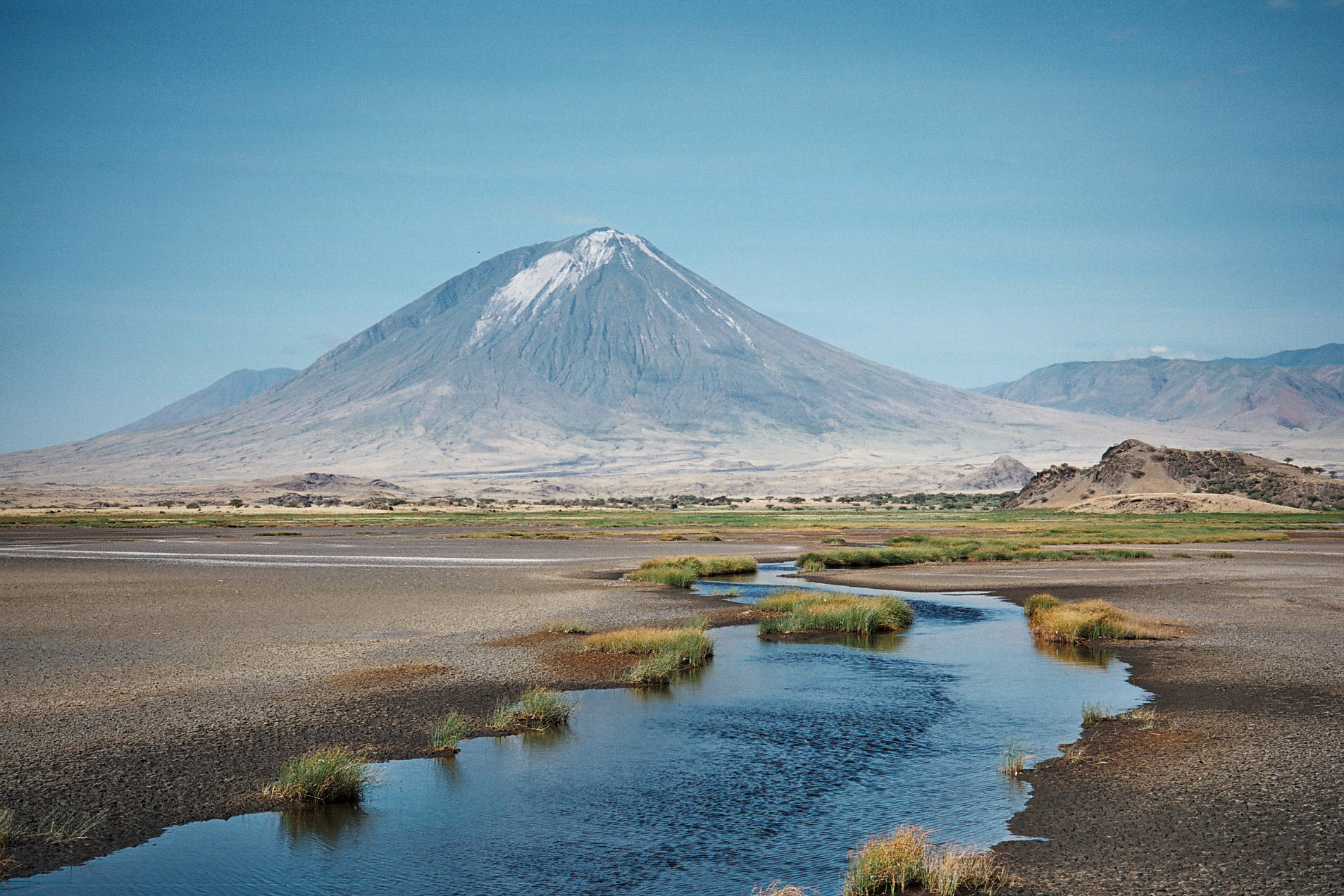
Ol Doinyo Lengai vom Natronsee aus gesehen

Der See liegt im östlichen Teil des Ostafrikanischen Grabens (Great Rift Valley) am Fuß des Vulkans Ol Doinyo Lengai. Er liegt gemeinsam mit dem Magadisee im Magadi-Natron-Becken (2° S, 36° O), etwa 120 km südwestlich von Nairobi, zwischen dem Victoriasee und dem Kilimandscharo. Er befindet sich fast vollständig im Staat Tansania im Siedlungsgebiet der Massai in der Region Arusha. Nur der nördlichste Zipfel ragt abhängig vom Wasserstand nach Kenia hinein. Er wird durch den Südlichen Uaso Nyiro sowie durch mineralreiche heiße Quellen gespeist.

## Hydrologie
Etwa 20 km südlich des Sees befindet sich der Ol Doinyo Lengai, der einzige Vulkan der Erde mit niedrigschmelzender, im Wesentlichen aus Natriumcarbonat (Soda) bestehender Lava, welches in großen Mengen im See gelöst ist.
Das ausgesprochen negative hydrologische Budget des abflusslosen Sees wird durch die Niederschläge im 23.207 km² großen Einzugsgebiet nicht ausgeglichen. Dies und die ungewöhnlich basischen Eruptivgesteine der Umgebung verursachen starke Salinität und Alkalinität des Wassers.
Der Wasserspiegel des Natronsees ist beträchtlichen Schwankungen unterworfen, bei Trockenheit zerfällt der See in einen Nord- und einen Südsee. Je nach Wasserspiegel schwankt der pH-Wert zwischen pH 9 und pH 10,5. Der See ist einer der bekanntesten Sodaseen. Es ist beabsichtigt, dort eine Gewinnungsanlage für Soda zu errichten.

## Flora und Fauna
Der See ist die Heimstatt einer bemerkenswerten Vielzahl von Vögeln, namentlich einer starken Population von Zwergflamingos mit bis zu 2,5 Millionen Individuen. Im See leben alle vier Buntbarscharten aus der Gattung Alcolapia (A. alcalica, A. grahami, A. latilabris und A. ndalalani). Die rötliche Färbung des Sees, die zum Teil aus dem Weltraum erkennbar ist, wird durch Milliarden von Salinenkrebsen (Artemia salina etc.) verursacht, die nur wenige Millimeter groß sind und zur Hauptnahrung der Flamingos gehören.

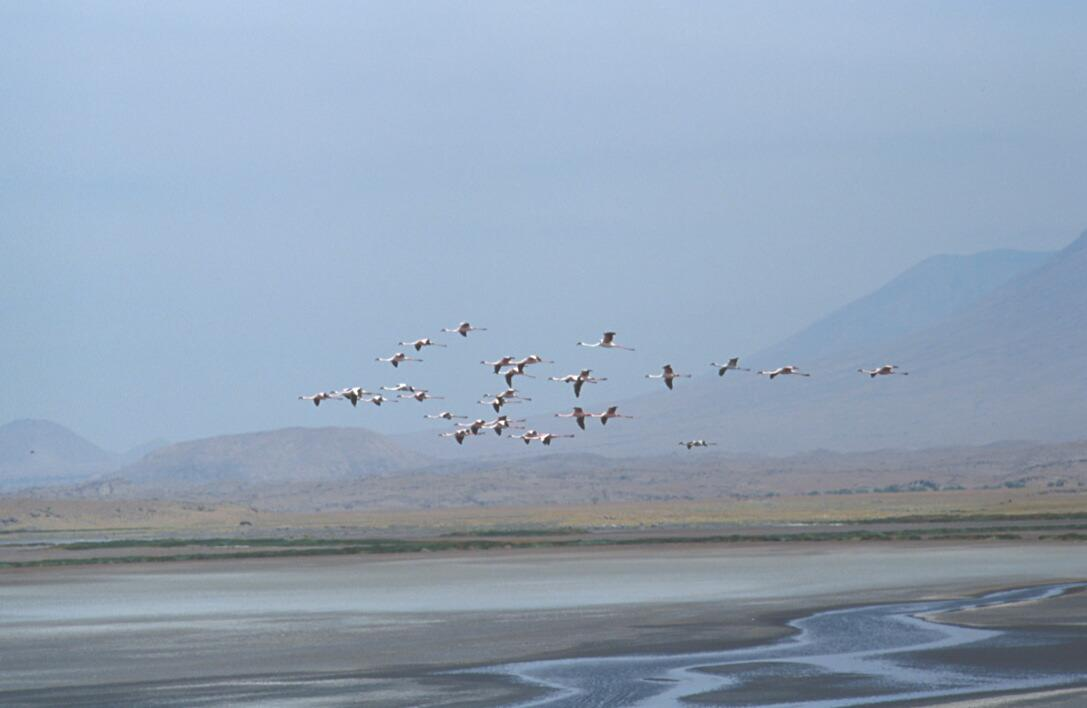
Zwergflamingos am Natronsee

## Konservierende Wirkung der Salze
Der britische Naturfotograf Nick Brandt fand bei seiner Motivsuche am Natronsee gut konservierte Tierkadaver von Vögeln und Fledermäusen, die an das Ufer angeschwemmt wurden. Der hohe Anteil an Natriumcarbonat und anderen Salzen im Wasser führten zu einer Kalzifizierung am Körper der Tiere, die eine weitere Verwesung verhinderte.

## In Film und Fernsehen
Der See ist Haupthandlungsort des von Disney produzierten Dokumentarfilms Das Geheimnis der Flamingos, in dem das Leben der dort ansässigen Zwergflamingos gezeigt wird.

## Historisches
Seit 2008 werden rund 120.000 Jahre alte fossile Fußspuren des modernen Menschen analysiert, die am damaligen Rand des Sees in unverfestigte Vulkanasche eingeprägt worden waren. Insgesamt sind 350 Abdrücke auf 150 Quadratmetern nachgewiesen worden, die von mehr als 30 Individuen (Männern, Frauen und Kindern) stammen, die vermutlich in zwei Gruppen unterwegs waren. Im Verlaufe zweier archäologischer Grabungsperioden von 1963 bis 1964 sowie von 1981 bis 1982 hatten Wissenschaftler am Rand des Sees bereits vier Areale mit Hinweisen auf menschliche Aktivitäten aus dem Paläolithikum anhand von über 250 Einzelobjekten entdeckt, darunter Werkzeuge wie Äxte und Messer. Das Alter der Funde wurde nach Messungen auf etwa 125.000 Jahre geschätzt.